# Stremenovke
Stremenovke (trolističevke, lat. Menyanthaceae nom. cons.), biljna porodica u redu zvjezdanolike (Asterales). Ime porodice dolazi po rodu trolistica (Menyanthes). Drugi značajni rodovi su plavun (Nymphoides) i vilarsija (Villarsia). 
Postoji sedamdesetak vrsta (76), uglavnom vodenih trajnica. U Hrvatskoj su joj predstavnici okruglolisni plavun (Nymphoides peltata) i močvarna trolistica (Menyanthes trifoliata)

## Opis
Menyanthaceae, porodica sadrži uglavnom vodeno bilje, s pet rodova i oko 60 vrsta rasprostranjenih diljem svijeta. Članovi ove porodice imaju jednostavne do dlanasto složene listove sa širokim bazama. Cvjetovi su pravilni (mnogo linija simetrije), prilično veliki i heterostilni (dva cvjetna oblika na različitim biljkama s odgovarajućim razlikama u stilu i duljini prašnika). Cvjetovima Menyanthaceae nedostaje oprašivanje klipom (sekundfarno oprašivanje) kao u većini drugih porodica Asterales, iako to može predstavljati evolucijski gubitak, a ne nespecijalizirani karakter porodice. Također, jajnik cvijeta je gornji ili djelomično donji, za razliku od većine drugih članova reda koji imaju donje jajnike. Unatoč ovim razlikama s drugim članovima Asterales, članovi Menyanthaceae pohranjuju ugljikohidrate kao inulin kao i drugi članovi reda, a iridoidni alkaloidi koje posjeduju razlikuju se od alkaloida pronađenih u vrstama Gentianales, redu u kojem su prije bili smješteni.
Vrste Menyanthaceae često se šire vegetativno puzajućim podvodnim rizomima (stabljikama) i nose plutajuće ili izlazeće (rastu iznad površine vode) lišće. Listovi su obično naizmjenično raspoređeni duž stabljike i mogu biti jednostavni ili složeni s tri listića. Cvjetovi su dvospolni, često s pet latica i daju sjemenke u obliku bobica ili kapsula.
Menyanthes trifoliata je jedini član roda Menyanthes i porijeklom je iz Sjeverne Amerike. Močvarna trolistica nastanjuje vlažna tla. Lišća je gorkog okusa i koristi se u narodnoj medicini. Biljka nosi bijele ili ružičaste cvjetove koji daju tvrde, svijetlosmeđe sjemenke. Rod Nymphoides, poznat po “plutajućem srcu”, sastoji se od potopljenih biljaka s ukopanim stabljikama i plutajućim lišćem. Većina vrsta ima žute ili bijele cvjetove, a mnoge su popularne akvarijske biljke. Rodovi Liparophyllum i Nephrophyllidium sadrže jednu vrstu, dok je Villarsia veća, ali nije dobro poznata.

## Rodovi
1. Familia Menyanthaceae Bercht. & J. Presl (76 spp.)
  1. Menyanthes L. (1 sp.)
  2. Fauria Franch. (1 sp.)
  3. Ornduffia Tippery & Les (7 spp.)
  4. Villarsia Vent. (3 spp.)
  5. Liparophyllum Hook. fil. (8 spp.)
  6. Nymphoides Hill (56 spp.)

## Vanjske poveznice
|  | Zajednički poslužitelj ima još gradiva o temi Menyanthaceae |
|  | Wikivrste imaju podatke o taksonu Menyanthaceae             |